# Jeroen Janssen (stripauteur)
Jeroen Janssen (Gent, 18 oktober 1963) is een Belgisch stripauteur.

## Levensloop
Janssen studeerde vrije grafiek aan Sint-Lucas in Gent. Vervolgens was hij tussen 1990 en 1994 leraar in een kunstschool in Rwanda waar hij zijn eerste stripverhalen tekende. In 1997 debuteerde hij met Muzungu - Sluipend gif. Hiervoor won hij in 1998 een prijs op het stripfestival Stripdagen Haarlem.
Scenarist Pieter van Oudheusden was een van de juryleden op dat stripfestival. Vervolgens maakten Van Oudheusden en Janssen nog enkele one-shots. In 2013 maakte hij een graphic novel over het dorp Doel.
In 2018 won Janssen de Bronzen Adhemar.
Janssen is geen fulltime-tekenaar, maar is sinds 2002 deeltijds bibliotheekbediende. Daarvoor oefende hij diverse andere jobs uit.

## Bibliografie

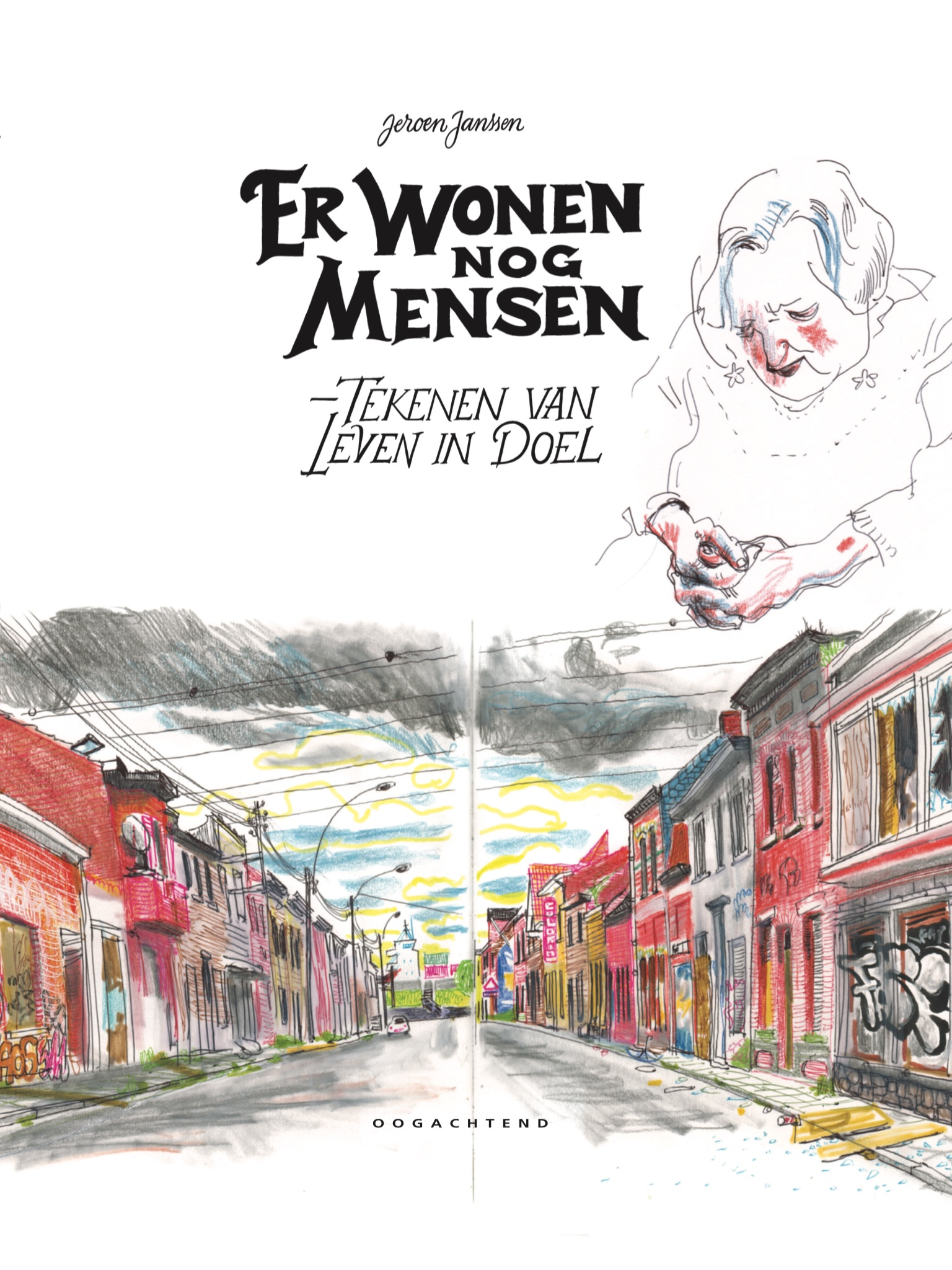
Omslag van de strip Er wonen nog mensen